# ايرفينغتون (فيرجينيا)
ايرفينغتون (بالإنجليزية: Irvington, Virginia)‏ هي بلدة أمريكية تقع في الولايات المتحدة في مقاطعة لانكستر (فرجينيا). يقدر عدد سكانها بـ 673 نسمة ومساحتها 4.7 كم2 وترتفع عن سطح البحر 10 متر.

## التركيبة السكانية
حدّد مكتب تعداد الولايات المتحدة بيانات التركيبة السكانية لايرفينغتون في تعداد الولايات المتحدة. في ما يلي، التركيبة السكانية حسب تعدادي 2000 و2010.

### تعداد عام 2000
بلغ عدد سكان ايرفينغتون 673 نسمة بحسب تعداد عام 2000، وبلغ عدد الأسر 240 أسرة وعدد العائلات 175 عائلة مقيمة في البلدة. في حين سجلت الكثافة السكانية 142.3 نسمة لكل كيلومتر مربع (368.6/ميل2). وبلغ عدد الوحدات السكنية 325 وحدة بمتوسط كثافة قدره 68.7 لكل كيلومتر مربع (177.9/ميل2).
وتوزع التركيب العرقي للبلدة بنسبة 98.37% من البيض و1.49% من الأمريكيين الأفارقة و0.15% من الأمريكيين ذوي الأصول الآسيوية.
بلغ عدد الأسر 240 أسرة كانت نسبة 21.7% منها لديها أطفال تحت سن الثامنة عشر تعيش معهم، وبلغت نسبة الأزواج القاطنين مع بعضهم البعض 63.8% من أصل المجموع الكلي للأسر، ونسبة 7.5% من الأسر كان لديها معيلات من الإناث دون وجود شريك، بينما كانت نسبة 1.7% من الأسر لديها معيلون من الذكور دون وجود شريكة وكانت نسبة 27.1% من غير العائلات. تألفت نسبة 25.8% من أصل جميع الأسر من عدة أفراد يعيشون في نفس المنزل ونسبة 14.6% كانت تتألف من شخص يعيش بمفرده يبلغ من العمر 65 عاماً أو أكثر. وبلغ متوسط حجم الأسرة المعيشية 2.19، أما متوسط حجم العائلات فبلغ 2.61.
بلغ العمر الوسطي للسكان 62.8 عاماً. وكانت نسبة 13.8% من القاطنين تحت سن الثامنة عشر، وكانت نسبة 2.5% بين الثامنة عشر والرابعة والعشرين عاماً، ونسبة 13.2% كانت واقعةً في الفئة العمرية ما بين الخامسة والعشرين والرابعة والأربعين عاماً، ونسبة 23.8% كانت ما بين الخامسة والأربعين والرابعة والستين، ونسبة 24.7% كانت ضمن فئة الخامسة والستين عاماً فما فوق. يوجد لكل 100 أنثى 95.2 ذكر، ويوجد لكل 100 أنثى في الثامنة عشر من عمرها فما فوق 87.8 ذكر.
بلغ متوسط دخل الأسرة في البلدة 60,139 دولارًا، أما متوسط دخل العائلة فبلغ 68,438 دولارًا. وكان متوسط دخل الذكور 42,500 دولارًا مقابل 25,938 دولارًا للإناث. وسجل دخل الفرد الخاص بالبلدة 50,743 دولارًا. وكانت نسبة 1.1% من العائلات ونسبة 3.5% من السكان تحت خط الفقر، وكان من هؤلاء نسبة 5.1% تحت سن الثامنة عشر ونسبة 3.7% في الخامسة والستين من العمر وما فوق.

### تعداد عام 2010
بلغ عدد سكان ايرفينغتون 432 نسمة بحسب تعداد عام 2010، وبلغ عدد الأسر 215 أسرة وعدد العائلات 142 عائلة مقيمة في البلدة. في حين سجلت الكثافة السكانية 91.3 نسمة لكل كيلومتر مربع (236.5/ميل2). وبلغ عدد الوحدات السكنية 374 وحدة بمتوسط كثافة قدره 79.1 لكل كيلومتر مربع (204.9/ميل2).
وتوزع التركيب العرقي للبلدة بنسبة 97.69% من البيض و0.69% من الأمريكيين الأفارقة و0.23% من الأمريكيين الأصليين و0.46% من الأمريكيين ذوي الأصول الآسيوية و0.46% من الأعراق الأخرى و0.46% من عرقين مختلطين أو أكثر و1.85% من الهسبانيون أو اللاتينيون من أي عرق.
بلغ عدد الأسر 215 أسرة كانت نسبة 13.5% منها لديها أطفال تحت سن الثامنة عشر تعيش معهم، وبلغت نسبة الأزواج القاطنين مع بعضهم البعض 57.2% من أصل المجموع الكلي للأسر، ونسبة 6.5% من الأسر كان لديها معيلات من الإناث دون وجود شريك، بينما كانت نسبة 2.3% من الأسر لديها معيلون من الذكور دون وجود شريكة وكانت نسبة 34% من غير العائلات. تألفت نسبة 29.8% من أصل جميع الأسر من عدة أفراد يعيشون في نفس المنزل ونسبة 12.6% كانت تتألف من شخص يعيش بمفرده يبلغ من العمر 65 عاماً أو أكثر. وبلغ متوسط حجم الأسرة المعيشية 2.01، أما متوسط حجم العائلات فبلغ 2.42.
بلغ العمر الوسطي للسكان 59.5 عاماً. وكانت نسبة 11.3% من القاطنين تحت سن الثامنة عشر، وكانت نسبة 4.2% بين الثامنة عشر والرابعة والعشرين عاماً، ونسبة 11.1% كانت واقعةً في الفئة العمرية ما بين الخامسة والعشرين والرابعة والأربعين عاماً، ونسبة 38.2% كانت ما بين الخامسة والأربعين والرابعة والستين، ونسبة 35.2% كانت ضمن فئة الخامسة والستين عاماً فما فوق. وتوزع التركيب الجنسي للسكان بنسبة 50.5% ذكور و49.5% إناث.

## أعلام
- إدوين ليلاند جيمس